# Monomorium bicorne
Monomorium bicorne är en myrart som beskrevs av Auguste-Henri Forel 1907. Monomorium bicorne ingår i släktet Monomorium och familjen myror. Inga underarter finns listade i Catalogue of Life.